# The Communards
The Communards – brytyjski duet popowy założony w latach 80. XX w. przez Jimmy’ego Somerville’a i Richarda Colesa. Zespół nagrał dwa albumy studyjne.

## Brzmienie
Zespół klasyfikowany jest w nurcie new romantic, synth pop lub pop-rocka lat 80. Wykonywał rytmiczne i dynamiczne utwory instrumentowane fortepianowo i perkusyjnie, z elementami innych gatunków: disco, jazz, a nawet flamenco, samba czy soul. Utwory często rozpisywane były także na duże składy instrumentalne ze smyczkami i sekcją dętą.

## Dzieje grupy
Dwaj muzycy rozpoczęli współpracę w czerwcu 1985, kiedy to Jimmy Sommerville odszedł z zespołu Bronski Beat. Nazwa zespołu The Communards powstała dla podkreślenia lewicowych poglądów politycznych muzyków (zobacz: komunardzi). Somerville’owi udało się przenieść do nowego zespołu popularność poprzedniego. Zyskali ją już na starcie nagrywając covery dwóch klasycznych przebojów muzyki disco: Thelmy Houston Don’t Leave Me This Way oraz Glorii Gaynor Never Can Say Goodbye. Oba trafiły do amerykańskiej Top Five przebojów klubowych. Utwór Don’t Leave Me This Way utrzymywał się na szczycie brytyjskich list przebojów przez cztery tygodnie sierpnia i września 1986.
Somerville i Coles tworzyli zaangażowane społecznie utwory – ich przebój pt. Reprise był jednym z najostrzejszych ataków na konserwatywny rząd Margaret Thatcher. W tekstach popierali homoseksualizm (m.in. w utworach You Are My World, Forbidden Fruit). Piosenkę For a Friend zadedykowali przyjacielowi choremu na AIDS. Zespół angażował się w wiele działań ideowych – uczestniczył w koncertach na rzecz strajkujących górników w Yorkshire, występował przeciw dyslokacji na terenie Wielkiej Brytanii amerykańskich rakiet jądrowych, przeciw apartheidowi oraz w kampaniach uświadamiających, czym jest AIDS.
Do ideologii duetu nawiązywał znak graficzny (zobacz), którym była czerwona pięcioramienna gwiazda z czarnymi cieniami oraz dwa kanciaste profile, Colesa i Somerville’a, wpisane w żółty okrąg. Zarówno logo jak i design okładek kolejnych płyt nawiązuje nieco wyglądem do stylu socrealistycznego, co jest czytelnym przekazem lewicowych poglądów muzyków.
W 1988 The Communards przestał istnieć – Richard Coles opuścił zespół poświęcając się pracy dziennikarskiej (pisma „Times Literary Supplement” i „The Catholic Herald”), a Jimmy Somerville rozpoczął solową karierę. W 1993 pod szyldem zespołu wydany został jeszcze składankowy album pt. Heaven, a w marcu 2006 ukazał album Communards. The Platinum Collection.

## Skład
- Jimmy Somerville – wokal
- Richard Coles – instrumenty klawiszowe

## Dyskografia
- - You Are My World, London Records 1985, singel
  - Disenchanted, London Records 1986, singel
  - Don’t Leave Me This Way, London Records 1986, singel
  - So Cold the Night, London Records 1986, singel
- Communards, London Records 1986, LP/CD
- Live in Italy, 1986 LP/CD
  - You Are My World '87, London Records 1987, singel
  - Tomorrow, London Records 1987, singel
  - Never Can Say Goodbye, London Records 1987, singel
  - For a Friend, London Records 1987, singel
  - There’s More to Love, London Records 1987, singel
- Red, London Records 1987, LP/CD
- Storm Paris, London Records 1988, LP/CD
- Heaven, London Records 1993, LP/CD, kompilacja
- Communards. The Platinum Collection, WEA International 2006, CD, kompilacja